# Gauley River National Recreation Area
La Gauley River National Recreation Area, situato presso Summersville, nella Virginia Occidentale, protegge una porzione di 40 km del fiume Gauley e circa 8,9 km del fiume Meadow, nella parte meridionale dello stato. Solo una piccola parte del parco è accessibile con strade; è infatti necessario viaggiare via fiume. A monte delle acque si trova il Summersville Lake, l'unica area del parco accessibile con veicoli.

## Rapide
Nel parco vi sono diverse rapide di grado V; i nomi sono i seguenti:
- Insignificant
- Pillow Rock
- Lost Paddle
- Iron Ring
- Sweet's Falls